# 西潭镇
西潭乡，是中华人民共和国福建省漳州市诏安县下辖的一个乡镇级行政单位。

## 行政区划
西潭乡下辖以下地区：
桔林村、新春村、潭光村、潭东村、新厝村、后陈村、龙坑村、山河村、岑头村、上陈村、军寮村、新安村、青山村、美营村、沈寨村、上营村和福兴村。

## 交通
- 厦深铁路：诏安站